# Férel (Morbihan)
Pour les articles homonymes, voir Férel.
Férel [feʁɛl] est une commune française située dans le département du Morbihan, en région Bretagne.

## Géographie

### Situation
| Arzal   | Marzan    | La Roche-Bernard |
| Camoël  | Férel     | Herbignac        |
| Assérac | Herbignac | Herbignac        |

Férel est située sur la rive gauche de la Vilaine, à 7 km au sud-ouest de La Roche-Bernard et 30 km au nord de Saint-Nazaire. Le marais de Brière se trouve à 8 km au sud-est (commune d'Herbignac).
Les communes limitrophes sont Camoël, Arzal, Marzan et La Roche-Bernard en Morbihan, Herbignac et Assérac en Loire-Atlantique.
Selon le classement établi par l'Insee en 1999, Férel est une commune rurale multipolarisée, notamment par l’aire urbaine de Redon, et qui fait partie de l’espace urbain de Nantes-Saint-Nazaire (cf. Liste des communes de la Loire-Atlantique).
Le point culminant (51 m) se trouve à l'emplacement du château d'eau à Kerrouault.

### Hydrographie
Pour un article plus général, voir Réseau hydrographique du Morbihan.
La commune est située dans le bassin Loire-Bretagne. Elle est drainée par la Vilaine, le canal du Château, le ruisseau de Kerougas, le Rodoir, le ruisseau de Gorelin, l'étier du Rancöet, l'étier du ran-coët et divers autres petits cours d'eau,.
La Vilaine, d'une longueur de 218 km, prend sa source dans la commune de Juvigné et se jette  dans l'Océan Atlantique à Camoël, après avoir traversé 56 communes. 

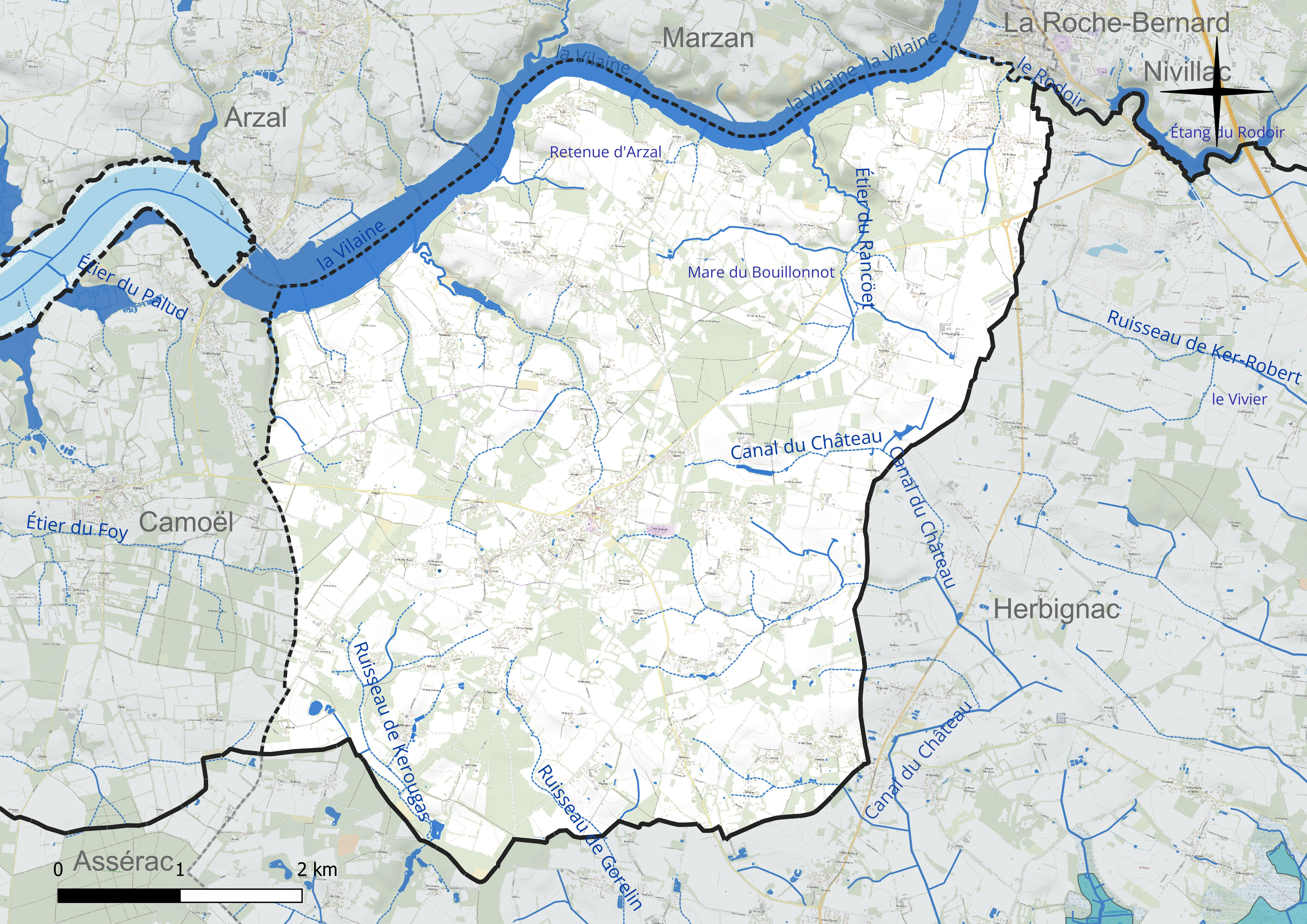
Réseau hydrographique de Férel.

Deux plans d'eau complètent le réseau hydrographique : la mare du Bouillonnot (0,03 ha) et la retenue d'Arzal, d'une superficie totale de 383,2 ha (94,81 ha sur la commune),.

### Climat
Pour des articles plus généraux, voir Climat de la Bretagne et Climat du Morbihan.
En 2010, le climat de la commune est de type climat océanique franc, selon une étude du CNRS s'appuyant sur une série de données couvrant la période 1971-2000. En 2020, Météo-France publie une typologie des climats de la France métropolitaine dans laquelle la commune est exposée à un climat océanique et est dans la région climatique  Bretagne orientale et méridionale, Pays nantais, Vendée, caractérisée par une faible pluviométrie en été et une bonne insolation. Parallèlement l'observatoire de l'environnement en Bretagne publie en 2020 un zonage climatique de la région Bretagne, s'appuyant sur des données de Météo-France de 2009. La commune est, selon ce zonage, dans la zone « Sud Est », avec des étés relativement chauds et ensoleillés.  
Pour la période 1971-2000, la température annuelle moyenne est de 12 °C, avec une amplitude thermique annuelle de 12,4 °C. Le cumul annuel moyen de précipitations est de 822 mm, avec 12,5 jours de précipitations en janvier et 6,1 jours en juillet. Pour la période 1991-2020, la température moyenne annuelle observée sur la station météorologique la plus proche, située sur la commune d'Arzal à 5 km à vol d'oiseau, est de 12,3 °C et le cumul annuel moyen de précipitations est de 887,0 mm,. Pour l'avenir, les paramètres climatiques de la commune estimés pour 2050 selon différents scénarios d’émission de gaz à effet de serre sont consultables sur un site dédié publié par Météo-France en novembre 2022.

### Cadre géologique

Carte géologique simplifiée du Massif armoricain.

La région est située dans le domaine varisque sud-armoricain qui est un témoin de l'orogenèse hercynienne, avec notamment le cisaillement sud-armoricain dont une branche  forme le domaine de l'anticlinal de Cornouaille, composé localement de micaschiste à biotite et muscovite de Camoël.
Les trois formations de gneiss rencontrées sur le territoire communal appartiennent à la série d'Arzal du groupe de l'anticlinal de Cornouaille. Cette série forme une unité distincte, cartographiquement disharmonique (N.100°) par rapport à la direction générale de l'anticlinal (N.120°). Elle présente à la base les gneiss amygdalaires de l'Isle qui ont une puissance de 500 à 600 m et sont caractérisés par une grande quantité d'amandes fusiformes de taille centimétrique assez uniformément réparties. Ils sont surmontés par les gneiss leptynitiques du Drezet (lieu-dit situé à 1,5 km au sud-ouest de L'Isle) et les gneiss silico-alumineux du Broël (visibles au niveau du circuit « le Sentier des Coulées » sur le GR 39). Dans l'extrémité nord-est de la commune, des migmatites et granites blastomylonitiques se trouvent affectés par de puissants mouvements cisaillants longitudinaux qui atteignent 500 à 800 m d'épaisseur.

## Urbanisme

### Typologie
Au 1er janvier 2024, Férel est catégorisée commune rurale à habitat dispersé, selon la nouvelle grille communale de densité à sept niveaux définie par l'Insee en 2022.
Elle est située hors unité urbaine et hors attraction des villes,.

### Occupation des sols
L'occupation des sols de la commune, telle qu'elle ressort de la base de données européenne d’occupation biophysique des sols Corine Land Cover (CLC), est marquée par l'importance des territoires agricoles (75,8 % en 2018), une proportion sensiblement équivalente à celle de 1990 (76,4 %). La répartition détaillée en 2018 est la suivante : 
zones agricoles hétérogènes (34,9 %), terres arables (28,2 %), forêts (14,3 %), prairies (12,7 %), zones urbanisées (6,5 %), eaux continentales (3,3 %). L'évolution de l’occupation des sols de la commune et de ses infrastructures peut être observée sur les différentes représentations cartographiques du territoire : la carte de Cassini (XVIIIe siècle), la carte d'état-major (1820-1866) et les cartes ou photos aériennes de l'IGN pour la période actuelle (1950 à aujourd'hui).

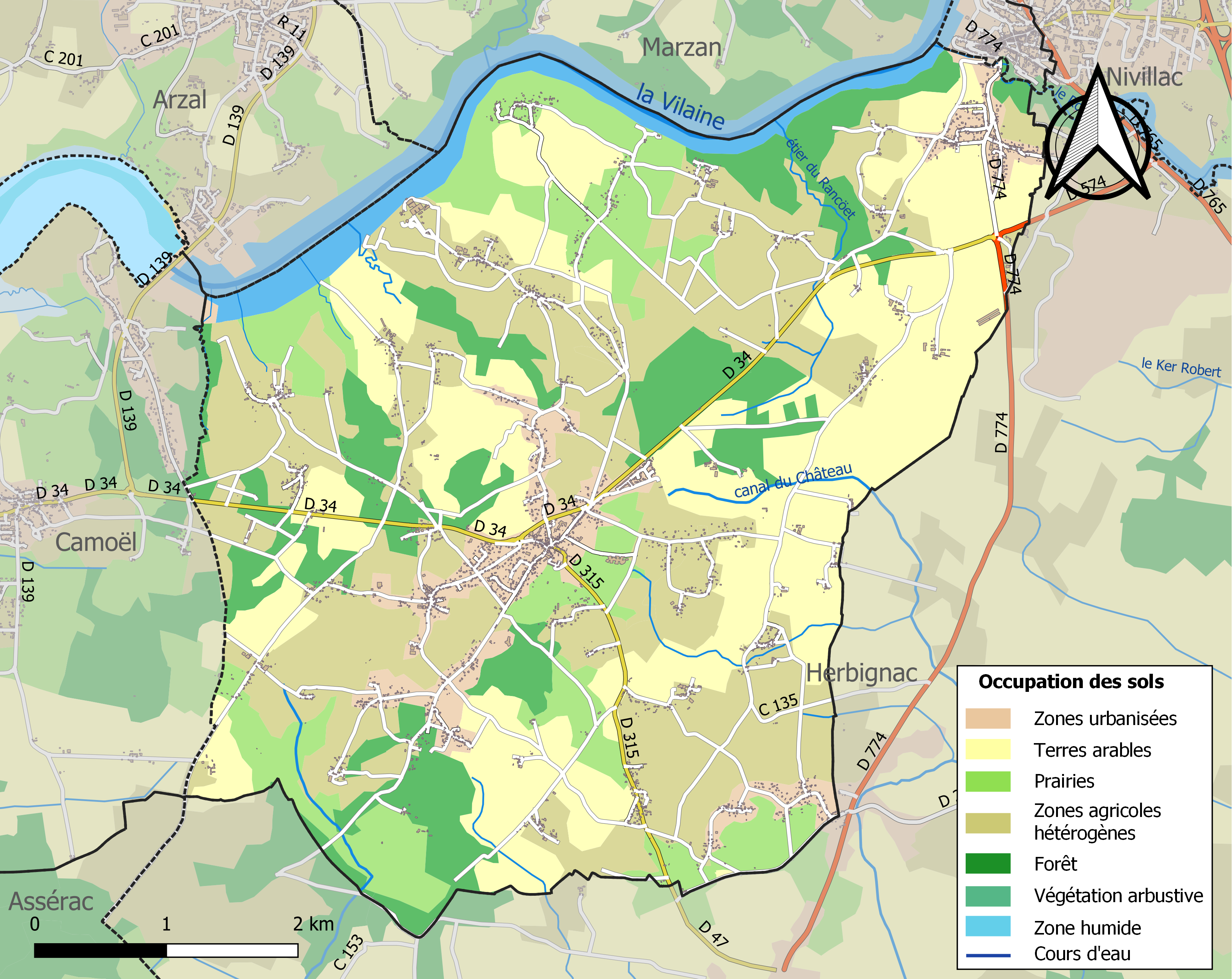
Carte des infrastructures et de l'occupation des sols de la commune en 2018 (CLC).

## Toponymie
Ferrel ou Ferel, francisé en Férel est attesté en 1429.
Les Gaulois, habiles forgerons, ont laissé à proximité de Férel, à Pénestin et dans « les bois du Foué » à Blain des traces de leur industrie du fer. Le nom de la commune de Férel trouve là son origine.  Il pourrait dériver de fereollum, qui signifie « mine de fer ».
Ferè en gallo.
Le nom en breton de la commune est Ferel[réf. nécessaire].

## Histoire
Sous l'Ancien Régime, Férel était une trève dépendant de la paroisse d'Herbignac et, de ce fait, rattachée au diocèse de Nantes. La commune a été créée en 1790, rattachée au canton de Camoël, district de la Roche-Bernard jusqu'en 1797, puis en 1801 à l'arrondissement de Vannes et en 1802 au canton de La Roche-Bernard.
Des autodafés de manuels scolaires proscrits par l'église catholique furent organisés dans plusieurs communes du Morbihan comme Férel, Belz, Rochefort, Gestel et Saint-Thuriau en 1910.
En mars 2015, la commune est rattachée au canton de Muzillac.
La langue bretonne a été parlée dans cette commune jusqu'au début du XIXe siècle.

## Démographie
L'évolution du nombre d'habitants est connue à travers les recensements de la population effectués dans la commune depuis 1793. Pour les communes de moins de 10 000 habitants, une enquête de recensement portant sur toute la population est réalisée tous les cinq ans, les populations de référence des années intermédiaires étant quant à elles estimées par interpolation ou extrapolation. Pour la commune, le premier recensement exhaustif entrant dans le cadre du nouveau dispositif a été réalisé en 2005.

En 2022, la commune comptait 3 445 habitants, en évolution de +8,37 % par rapport à 2016 (Morbihan : +3,82 %, France hors Mayotte : +2,11 %).
| 1793  | 1800  | 1806  | 1821  | 1831  | 1836  | 1841  | 1846  | 1851  |
| ----- | ----- | ----- | ----- | ----- | ----- | ----- | ----- | ----- |
| 1 370 | 1 419 | 1 465 | 1 473 | 1 489 | 1 450 | 1 407 | 1 591 | 1 632 |

| 1856  | 1861  | 1866  | 1872  | 1876  | 1881  | 1886  | 1891  | 1896  |
| ----- | ----- | ----- | ----- | ----- | ----- | ----- | ----- | ----- |
| 1 571 | 1 644 | 1 748 | 1 773 | 1 846 | 1 928 | 1 944 | 2 023 | 2 026 |

| 1901  | 1906  | 1911  | 1921  | 1926  | 1931  | 1936  | 1946  | 1954  |
| ----- | ----- | ----- | ----- | ----- | ----- | ----- | ----- | ----- |
| 2 034 | 2 025 | 2 057 | 1 827 | 1 804 | 1 750 | 1 704 | 1 617 | 1 597 |

| 1962  | 1968  | 1975  | 1982  | 1990  | 1999  | 2005  | 2006  | 2010  |
| ----- | ----- | ----- | ----- | ----- | ----- | ----- | ----- | ----- |
| 1 555 | 1 619 | 1 638 | 1 891 | 2 027 | 2 050 | 2 503 | 2 591 | 2 996 |

| 2015  | 2020  | 2022  | - | - | - | - | - | - |
| ----- | ----- | ----- | - | - | - | - | - | - |
| 3 151 | 3 367 | 3 445 | - | - | - | - | - | - |

## Culture et patrimoine

### Lieux et monuments
- Église Notre-Dame-du-Bon-Garant (XIXe siècle).
- Vitrail Arbre de Jessé (XVe siècle ?).
- Manoir de Coëtcouron, propriété de la famille de Jacquelot du Boisrouvray.
- Manoir de Trégrain, propriété de la famille Pouverin de la Chapelle.
- Manoir de Coët-Castel, propriété successive des Courtois de Coët-Castel, Le Hénos, de la Landelle, Chomart de Kerdavy (1820) et par alliance de Kersauzon de Pennendreff puis de l'Estourbeillon.

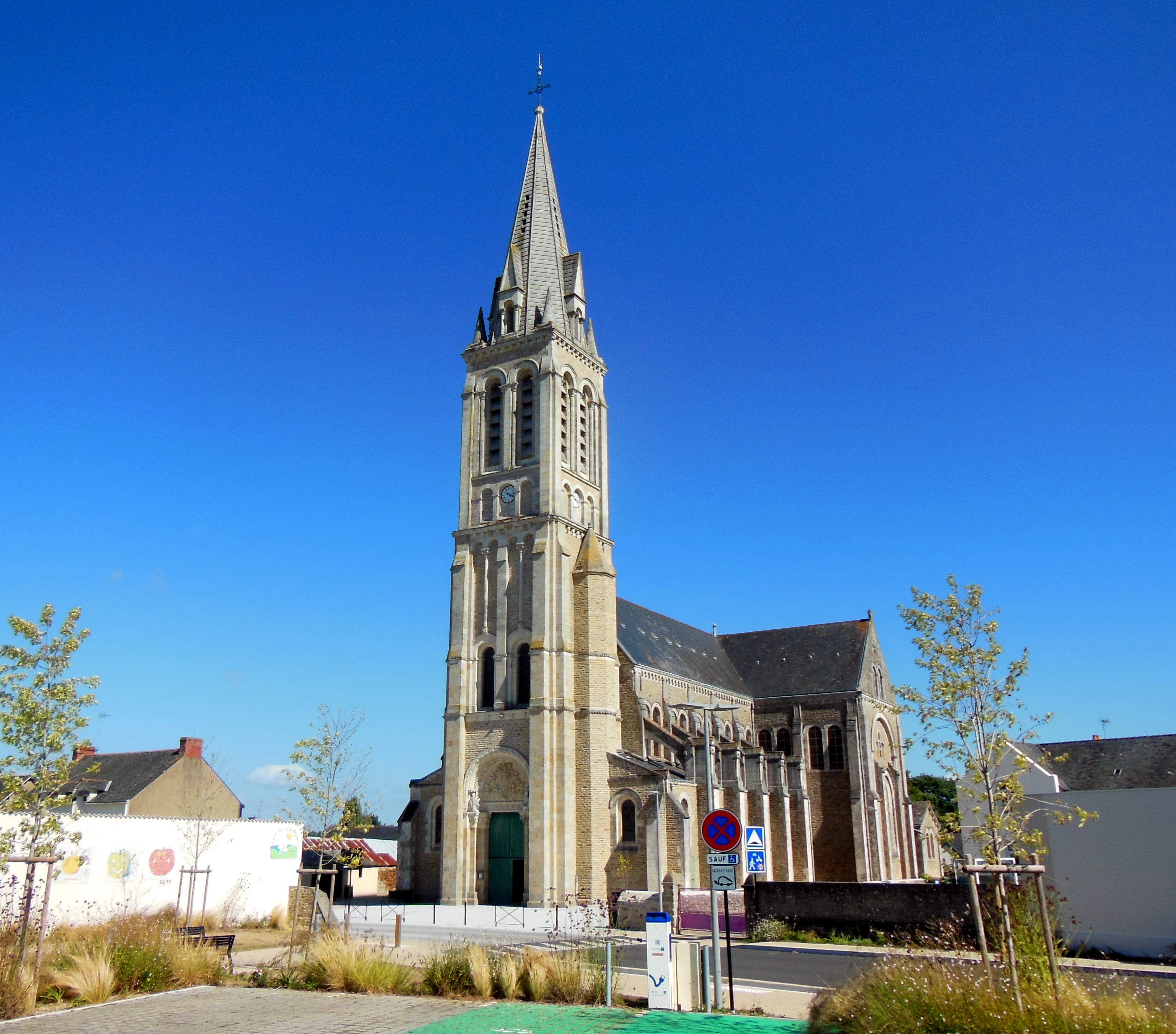
Église Notre-Dame-du-Bon-Garant.

### Héraldique
|  | Les armoiries de Férel se blasonnent ainsi : D’azur à une vierge à l’enfant d’or, à la bordure gironnée d’or et d’azur. |